# آب و هوای آینده (فیلم)
آب و هوای آینده (به انگلیسی: Future Weather) فیلمی محصول سال ۲۰۱۲ و به کارگردانی جنی دلر است. در این فیلم بازیگرانی همچون پرلا هانی-هاردینه، لیلی تیلور، ایمی مدیگان، مارین ایرلند و ویلیام سدلر ایفای نقش کرده‌اند. 